# 樫野 (給兵艦)
樫野（かしの）は、大日本帝国海軍の運送艦（給兵艦）。艦名は紀伊半島南端、大島の東端にある樫野埼に由来する。樫野の全体像を写した写真は無いとされている。

## 計画
「給兵艦」とは、武器・弾薬などを輸送する艦のことであり、通常は弾薬暴発防止のための冷却設備等を備える。しかし「樫野」の実際は、給兵艦ではなく大和型戦艦の主砲砲身、主砲塔を運ぶ専用の砲塔運搬艦(「重量物運搬船」)であった。
日本海軍は、大和型戦艦の建造を決定したが、その主砲を「九四式四十糎砲」と呼称するなど口径46センチであることは極秘になっていた。その46センチ砲は呉海軍工廠において製造されるため、同所で建造される1号艦（大和）と4号艦（111号艦）以外の2隻、すなわち2号艦「武蔵」（三菱重工業長崎造船所）と3号艦「110号艦（信濃）」（横須賀海軍工廠）の艤装を行うためには、主砲及びそれらの部品を輸送する必要があった。当時、給油艦知床は40センチ砲塔の運搬を行った実績があった。だが46センチ砲を運搬できる運送艦、貨物船は無く、既存の輸送船の改造も含めて検討されたが、大和・武蔵建造を決めた第三次補充計画において、本船を新造して対応することが決定された。また民間船を使用した場合の情報漏洩を恐れ、機密保持を徹底させるためという意見もある。計画番号J12、仮称艦名は第55号艦。大和型の主砲の運搬にかかった金額は、樫野の建造を含めて、とんでもなく高くついたとされる。

## 艦型
本艦は、1航海で1基の主砲塔、砲身3本、砲塔用装甲を輸送できるよう設計された。「一度に主砲砲身6本・主砲塔2基を輸送できる」ともされる。51センチ砲搭載を予定した超大和型戦艦用の砲塔搭載も設計時に想定された。これはよく言われる、51センチ連装砲塔ではなく、3連装砲塔（3,790トン）が採用された場合にも対応できた。
上甲板には計3カ所のハッチがある。最前部のNo.1ハッチは長さ19.2m、幅11.0m、主砲身の運搬に支障が出ないように砲身の長さ20.7mとほぼ同じ長さとなっている。No.2ハッチは長さ13.6m、幅12.5m、No.3ハッチは長さ15.7m、幅14.8mの楕円形で3番目の船艙が最大だった。樫砲運用長は、最大のハッチ（砲塔旋回部用）は直径16ｍの円形と回想している。
艦幅に対してハッチ部分が非常に広いので、上甲板での船体強度確保のために、船体の断面は上部が外側に捲れた様な特殊な形状をしている。また、砲塔の輸送中に他船との接触や座礁で船艙に浸水すると、国防計画に重大な影響がでるので、船艙の部分は船底の二重底がそのまま舷側の上甲板まで続く、軍艦と同様な二重構造となっていた。重量物を積載する関係で極端な低重心構造で設計されており、波浪の際には激しい横揺れが発生した。「耐え難い乗り心地」という報告が残っており、後ほど上甲板に鋼板を積み重ねて載せて重心を上げる処置が実施された。
砲塔や砲身を輸送する場合の揚げ降ろしは、工廠や造船所にあるクレーンを使うので、本艦にデリックの必要はないが、通常の貨物の輸送にも使えるように装備された。その場合はハッチが大きすぎて不便であり、船体の補強を兼ねて鋼板を鋲接、開口部分を小さくして使用し、鋼板をはずせば再度砲塔の輸送ができるようにした。
機関は技術吸収の意味もあり外国から輸入、スイスのブラウン・ボベリ社製のタービンとアメリカのラモント社製の缶(ボイラー)を搭載している。缶は蒸気温度450度、圧力50kg/平方cmと、島風型駆逐艦島風の400度、40kg/平方cmを上回る高温・高圧缶だった。更に、輸入した缶が不調だった場合に備え、日本製のホ号艦本式缶も2基搭載、これだけで全力発揮できるようにし、2種類の缶の比較実験も兼ねた。また輸入が間に合わなくなった場合に備え、タービンは樅型駆逐艦樅のもの、缶は戦艦伊勢から陸揚げしたものを臨時に搭載する第2案も準備されていた。

## 艦歴

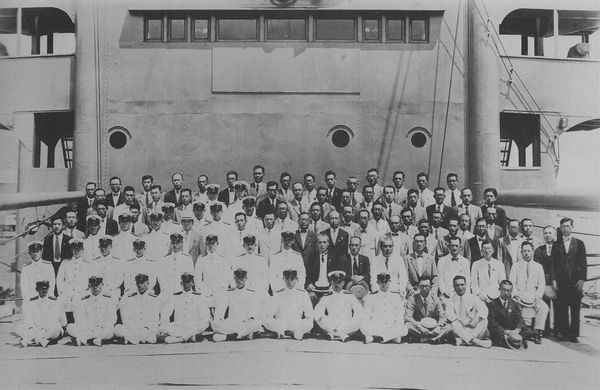
1940年7月10日の引き渡し当日、前部甲板上での記念撮影。

樫野は三菱重工業長崎造船所のS755番船として建造された。
1939年（昭和14年）7月1日、三菱長崎造船所で起工（同造船所では、既に武蔵を建造中）。12月23日、日本海軍は建造中の敷設艦を蒼鷹、運送艦を樫野と命名する。
1940年（昭和15年）1月26日、進水。同日附で村尾二郎大佐は樫野艤装員長に任命される。1月30日、樫野艤装員事務所は事務を開始した。
7月10日、樫野は竣工。村尾大佐は樫野特務艦長（初代）となる。艤装員事務所を撤去。
11月1日、長崎造船所で武蔵が進水する。
1941年（昭和16年）、武蔵の砲塔部品輸送のため、呉から長崎へと3往復の航海。この3往復の航海のみが本来の任務に使われた航海であり、以後大和型戦艦の砲塔輸送任務に当たることはなかった。
3月25日、村尾大佐（樫野特務艦長）は馬公要港部港務部部長へ転任。伊藤皎大佐（空母赤城艦長）が、後任の樫野特務艦長となる。
8月11日、樫野特務艦長は伊藤大佐から土井高大佐に交代した。
1942年（昭和17年）2月16日、軍需品を搭載して海南島に向かう。3月15日、呉に帰投。しばらく内地での輸送任務に従事した。7月24日、呉を出撃、南西方面での輸送任務に従事する。8月、樫野はバリクパパン（ボルネオ島）からニッケル鉱石を搭載して内地に向かう。
9月上旬、横浜港を目的地として高雄市（台湾）を出発、速力12ノットを発揮して航海を続けた。9月4日、台湾沖で米海軍潜水艦「グロウラー(SS-215)」の雷撃を受けた。午前9時50分に魚雷3本を受け、第1船艙と第3船艙に各1本が命中。樫野の艦底を通過していった魚雷もあったという。総員退去命令後、樫野は艦首より沈没。沈没地点記録北緯25度45分 東経122度41分 / 北緯25.750度 東経122.683度。
乗組員や便乗者はカッターボートや伝馬船に移乗し、救助を待った。艦長以下190名は高千穂丸に救助されたが、200名以上が行方不明となった。一部乗組員は基隆行きの高砂丸に救助されたという。
樫野の運用は、わずか2年で終了した。尚、本艦の喪失と、ミッドウェー海戦に於ける主力空母損失に伴う空母増産計画により、大和型戦艦3番艦（第110号艦）は空母「信濃」として竣工した。信濃用に造られた砲身は、使われる事も運ばれることもないまま、取り残された。

## 艦長
艤装員長
1. 村尾二郎 大佐：1940年1月26日[29] - 1940年7月10日[31]

特務艦長
1. 村尾二郎 大佐：1940年7月10日[31] - 1941年3月25日[33]
2. 伊藤皎 大佐：1941年3月25日[33] - 1941年8月11日[34]
3. 土井高 大佐：1941年8月11日[34] - 1942年9月29日[45][46]